# فول کنتاکت کاراته

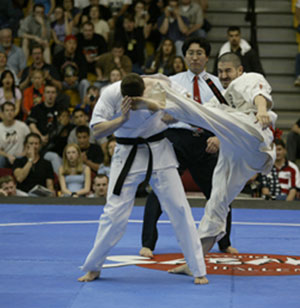
نمایی از یک مسابقه فول کنتاکت کاراته - ۲۰۰۶

فول کنتاکت کاراته نام سبکی از کاراته است با کاربردهای گسترده که برای انواع گوناگون از رقابت‌های اصیل استفاده می‌شود. در این هنر رزمی مبارز می‌تواند با تمامی نقاط بدن خود به نقاط بدن فرد دیگری در مبارزه (که در اصطلاح کاراته کومیته خوانده می‌شوند) ضربه بزند؛ ضمن این که فایترها (مبارزه‌گران)، اجازه ناک اوت کردن به عنوان معیار برنده شدن در مسابقه را دارند.
در آن دسته از مسابقاتی که در سیستم تماس سَبُک (لایت کنتاکت) یا تماس نیمه سَبُک (سمی کنتاکت) برگزار می‌شود، ناک اوت کردن حریف، خطا (فُل) به‌شمار می‌رود.
همچنین از این اصطلاح برای تمایز میان کلاس‌ها یا سبک‌های مختلف کاراته خاص مسابقات فول کنتاکت و سایر کلاس‌ها/ سبک‌های کاراته استفاده می‌شود.

## مسابقات
مسابقات «کاراته فول کنتاکت» از انواع پرتعداد و بسیار متفاوتی برخوردار است. انواع گوناگون یاد شده از پیشینه‌های متمایزی برخوردار بوده و در راستای هنر کاراته در مقاطع مختلف زمانی در کشورهای گوناگون گسترش داده شده‌اند. برخی از این سبک‌ها به صورت مستقل ایجاد شده و برخی دیگر از سایر سیستم‌های «فول کنتاکت» یا سیستم‌های «لایت کنتاکت» حاصل شده‌اند.

## سازمان‌ها
در واقع هیچ‌گونه سازمان متحدی در زمینه سبک‌های مختلف یادشده وجود نداشته‌است و جزئیات قوانین ممکن است نزد سازمان‌ها ورزشی یا سبک‌های رقیب و مروجین مختلف این رشته «فول کنتاکت کاراته» تفاوت زیادی با هم داشته باشد. برخی سازمان‌ها به‌طور مطلق از یک مجموعه قوانین خاص پیروی می‌کنند. سایر سازمان‌ها به صورت یکنواخت همزمان از چندین نوع قوانین استفاده می‌نمایند. حتی برخی از آن‌ها تورنمنت‌هایی برگزار می‌کنند که در هر راند از مسابقه از مجموعۀ قوانین متفاوتی استفاده می‌کنند.